# جو آریبو
جو آریبو (انگلیسی: Joe Aribo؛ زادهٔ ۲۱ ژوئیهٔ ۱۹۹۶) بازیکن فوتبال اهل نیجریه است.
از باشگاه‌هایی که در آن بازی کرده‌است می‌توان به باشگاه فوتبال رنجرز و باشگاه فوتبال چارلتون اتلتیک اشاره کرد.
وی همچنین در تیم ملی فوتبال نیجریه بازی کرده‌است.